# Лондонское соглашение (1906)
Лондонское соглашение 1906 года — трёхстороннее международное соглашение между Великобританией, Францией и Италией о сотрудничестве (де-факто — разделе сфер влияния) в Абиссинии (Эфиопии). Заключено 13 декабря 1906 года.
Лондонское соглашение 1906 года закрепило сложившийся к моменту его заключения политический и территориальный статус-кво Эфиопии, определило границы сфер экономических интересов Великобритании, Франции и Италии в Эфиопии и установило коллегиальный порядок разрешения споров по Эфиопии между перечисленными державами. Основное же значение Лондонского соглашения 1906 года для международной политики заключается в том, что договорившиеся между собой Великобритания, Франция и Италия установили своё совместное монопольное политическое и экономическое господство в Эфиопии, не дав своим основным соперникам — Германии и России — укрепить свои позиции в этой стране и, шире, в восточноафриканском регионе.

## Предыстория и причины заключения соглашения
В начале XX века, по мере укрепления независимости и военной мощи эфиопского государства, западные державы, особенно те, чьи владения соседствовали с Эфиопией, стремились уже не захватить эфиопскую территорию, а утвердиться в экономической и отчасти в политической сфере Эфиопии. Наибольший успех в сфере экономического проникновения в Эфиопию сопутствовал Франции, выгодно использовавшей свою поддержку этой стране в период итало-эфиопской войны. Французские предприниматели получали самые выгодные концессии в Эфиопии, важнейшей из которых была концессия на строительство железной дороги от Джибути до Харэра и дальше вглубь страны. В феврале 1902 года эта концессия, которая прежде принадлежала частным предпринимателям, стала собственностью Французской республики. Как заявил посол Великобритании в Эфиопии Джон Харрингтон, построенная французским бизнесом железная дорога, соединившая Эфиопию с Индийским океаном, «отдала всё будущее экономическое развитие Эфиопии в руки французов».
Противовес экономическому усилению Франции в Эфиопии негус Менелик II решил искать в Великобритании, основной сопернице Франции. В том же 1902 году было подписано англо-эфиопское соглашение о предоставлении британской компании концессии на строительство железной дороги между Угандой и Суданом через территорию Эфиопии (не была построена). Кроме того, император пошёл на значительные территориальные уступки Великобритании, отказавшись в её пользу от своих претензий на завоёванную ранее Эфиопией область, расположенную по правой стороне верхнего течения Нила.
В целом начало XX века характеризовалось обострением экономического и политического соперничества между европейскими державами в Эфиопии. Однако всё же Великобритания, Франция и Италия готовы были заключить полюбовную сделку по Эфиопии, чтобы сплотиться в борьбе с укреплением в этом регионе позиций других стран, в частности Германии и России, а также Соединённых Штатов Америки. Действительно, после подписания в 1905 году германо-эфиопского договора о дружбе и торговле влияние Германии в стране неуклонно возрастало. Россия в это же время оказывала Эфиопии немалую дипломатическую и военную помощь — к примеру, российская миссия в Эфиопии уделяла значительное внимание дипломатической защите этой страны «от козней англичан, преследующих в Африке столь честолюбивые, хищнические цели». Российские офицеры своим участием в военных экспедициях эфиопских войск способствовали делу укрепления территориальной целостности Эфиопии. Эфиопское правительство, деловые круги и народ всё больше начинали ориентироваться на эти страны, и главной причиной тому служило то, что «упомянутые державы не могут иметь в Абиссинии территориальных интересов». 
Именно угроза со стороны новых соперников политическому и экономическому влиянию Великобритании, Франции и Италии в Эфиопии в значительной степени и обусловила заключение между ними в декабре 1906 года трёхстороннего соглашения, которое отражало планы этих великих держав в отношении Эфиопии и определяло позиции каждой из них. Важность этого соглашения была связана также с опасениями, что стареющий негус умрёт, не назначив наследника, и страна будет ввергнута в гражданскую войну, в которой европейские державы могли оказаться на стороне разных претендентов. Такая ситуация могла привести в результате к существенному усилению позиций одной державы за счёт остальных, чего ни одна сторона не хотела допустить.

## Заключение соглашения и его условия
Переговоры по заключению трехстороннего соглашения по Эфиопии начались в апреле 1905 года, впоследствии возобновлялись в ноябре того же года. Их инициаторами стали Великобритания и Франция, которые хотели урегулировать все вопросы по сферам влияния в Африке ради развития союзнических отношений.
Подключившаяся к переговорам Италия потребовала особых суверенных прав для восточной части Эфиопии, которая могла бы территориально соединить итальянские колонии в Сомали и Эритрее. Против этого выступала Франция, опасавшаяся того, что Италия отрежет Французское Сомали от территориального доступа к столице Эфиопии — Аддис-Абебе, помешав продлению до неё французской железной дороги из Джибути. Только угроза того, что Великобритания и Франция заключат соглашение без Италии, заставила последнюю пойти на компромисс в эфиопском вопросе.
Лондонское соглашение между Великобританией, Францией и Италией было заключено 13 декабря 1906 года. Соглашение было подписано министром иностранных дел Великобритании Эдвардом Греем, дипломатическим представителем Франции в Лондоне Полем Камбоном и дипломатическим представителем Италии в Лондоне Антонино ди Сан-Джулиано.
Для политического будущего Эфиопии наиболее важной из статей Лондонского соглашения являлась 1-я, в которой говорилось, что «Франция, Великобритания и Италия будут сотрудничать друг с другом в деле сохранения в Эфиопии политического и территориального статус-кво». Договор обязал подписавшие его стороны соблюдать нейтралитет и не вмешиваться в дела Эфиопии, особенно в случае оспаривания правопреемства после смерти негуса Менелика II. Если такое вмешательство окажется неизбежным, три страны-участницы соглашения должны будут проконсультироваться и согласовать действия. В договор были также включены положения об обмене информацией между странами в целях защиты интересов каждой подписавшей стороны в Эфиопии. Статья 1-я договора подтверждала действие заключённых ранее двусторонних конвенций и договоров Эфиопской империи с Великобританией, Францией и Италией о границах Эфиопии и колоний этих держав, а также некоторых других международных договоров между странами-участницами соглашения.
Лондонское соглашение 1906 года предопределило раздел Эфиопии на сферы влияния. Все три страны-участницы соглашения обязывались не вмешиваться во внутренние дела Эфиопии и отказаться от получения концессий, а также привилегий в сфере промышленности и торговли без согласования с двумя другими странами-участницами соглашения (статьи 2 и 3). В случае изменения статус-кво в Эфиопии подтверждались сферы интересов каждой из трёх договаривавшихся сторон. В статье 4 Лондонского соглашения были отражены договорённости трёх держав по их разграничению. По этой статье сфера интересов Великобритании включала в себя северо-западную и западную части Эфиопии, в том числе реки Нильского бассейна и озеро Тана (от которых зависит водный режим Нила). Французская сфера интересов охватывала территорию Эфиопии, прилегающую к Французскому Сомали, и в том числе землю, необходимую для построения железной дороги от Джибути до Аддис-Абебы. Наконец, в итальянскую сферу интересов входили северная часть Эфиопии и находящийся западнее Аддис-Абебы регион, который расположен между Итальянским Сомали и Эритреей.
После заключения Лондонского соглашения ни одна из стран-участниц соглашения не могла самостоятельно развивать железнодорожную сеть в Эфиопии за пределами своей сферы интересов без предварительного согласования с двумя другими странами. При этом в границах сферы интересов собственно какой-либо из стран — участниц соглашения транспортное строительство для этой страны не ограничивалось.

## Значение соглашения для Эфиопии
Немецкий историк Герберт Шварц отмечал, что соглашение, заключённое без участия самой Эфиопии, де-факто отказывало ей в праве считаться субъектом международного права. Однако, хотя по отношению к Эфиопии Лондонское соглашение являлось по сути колониальным, в целом оно служило всё же в её пользу. Соглашение в определённой степени связывало руки каждой из подписавших его держав, обеспечивая Эфиопии сложившийся к тому времени статус-кво, то есть существование Эфиопской империи как суверенного, независимого государства. Как отмечают польские историки Бартницкий и Мантель-Нечко, «независимо от того, каковы были стремления стран — участниц Лондонского договора [1906 года], его заключение формально гарантировало независимость Эфиопии».
Как опытный и умный политик, негус Менелик II осознавал и положительные, и отрицательные стороны Лондонского соглашения, поэтому его реакция и соответственно официальная позиция эфиопского правительства в отношении договора были сдержанными. Ключевым было категорическое заявление негуса о том, что соглашение трёх иностранных держав не будет стеснять его в принятии решений, а следовательно, и ограничивать суверенитет Эфиопии. Направленная им дипломатическая нота дословно гласила: 

Мною получена конвенция трёх держав. Благодарю за сделанное мне сообщение о желании укреплять и поддерживать независимость нашего государства. Но настоящая конвенция и соглашения, заключённые некоторыми из них (подписавших конвенцию держав), относятся к компетенции нашей суверенной власти. Да будет вам известно, что они никоим образом не могут связывать наши решения.— Хрестоматия по истории международных отношений. Выпуск 2. Африка и Передняя Азия.
Осознавая, что Великобритания, Франция и Италия рассматривают государственность Эфиопии как некую, возможно, недолговечную аномалию, негус продолжал выражать заинтересованность в сотрудничестве с другими державами, в том числе с Российской и Германской империями.

## Значение соглашения для стран-участниц
Лондонское соглашение 1906 года укрепило союзные отношения стран Антанты и усилило общие ожидания британской и французской прессы и общественности в отношении того, что англо-французские отношения должны и будут улучшаться. Либеральное правительство и Грей продолжали курс на сближение с Францией, а затем с союзником Франции — Россией. Хотя договор 1906 года не устранил всех разногласий между сторонами, подписавшими трёхсторонний договор в Эфиопии, он явился значительным достижением для британского консервативного правительства Лансдауна, согласившегося на переговоры по Эфиопии. Политика же либерального правительства Грея явилась решающим шагом для окончательного урегулирования отношений между странами Антанты. Так, Великобритания пошла на компромисс с Францией, признав её интересы касательно железной дороги Джибути — Дыре-Дауа, альтернативу которой Великобритания не могла предложить по причине отсутствия необходимых финансовых ресурсов, и предъявив взамен претензии на значительную часть Эфиопии, включая главный объект стратегического интереса Британской империи в данной стране — озеро Тана, источник Голубого Нила. Включение Италии в качестве полноправного партнёра в соглашение повысило её престиж и в Эфиопии, и в мире. С точки зрения развития европейских международных отношений трёхстороннее соглашение 1906 года было успешным и способствовало росту англо-французского военного и дипломатического сотрудничества до Первой мировой войны.

## Последствия
Лондонское соглашение 1906 года, подписанное без участия Эфиопии, не было санкционировано её правительством. При этом договор оставался основным документом, регулировавшим отношения европейских держав в Эфиопии на протяжении следующих тридцати лет. В частности, когда Великобритания и Италия заключили в 1925 году соглашение, которое не учитывало права Франции в Эфиопии и нарушало сложившийся баланс в регионе, Франция и Эфиопия, в свою очередь, воспользовались условиями Лондонского договора, чтобы через Лигу наций принудить британское и итальянское правительства к отмене соглашения 1925 года. Лондонское соглашение было аннулировано в 1936 году в связи с началом итало-эфиопской войны.